# Lo straniero senza nome
Lo straniero senza nome (High Plains Drifter) è un film western del 1973 diretto e interpretato da Clint Eastwood.

## Trama
Un uomo giunge nell'apparentemente tranquilla cittadina di Lago e quasi subito uccide tre pistoleri (assoldati da una compagnia mineraria per proteggere la città e i relativi interessi) che lo avevano minacciato, e poco dopo stupra una donna che lo aveva affrontato aggressivamente ma da cui traspariva un "interesse" nei suoi confronti.
Successivamente viene informato dallo sceriffo del probabile ritorno in città di altri tre pistoleri, anche loro un tempo al soldo della compagnia e ora in carcere, fatti imprigionare dai cittadini con un'accusa falsa dopo che avevano spadroneggiato per troppo tempo, oltre ad avere ucciso a frustate il precedente sceriffo senza che la cittadinanza muovesse un dito; lo sceriffo gli propone di restare per proteggere i cittadini dal loro ritorno.
L'uomo, tormentato nel sonno proprio dalla morte dello sceriffo, inizialmente rifiuta ma poi, dopo l'assicurazione che potrà chiedere e ottenere tutto ciò che vuole, accetta l'incarico tentando di addestrare i cittadini alla difesa; i suoi metodi però incontrano ben presto l'ostilità dei commercianti della città che vedono compromettere i loro affari dai suoi continui "prelievi"; nel frattempo i tre malviventi escono di prigione e si incamminano verso la città per vendicarsi. I commercianti, con l'aiuto di Callie, la ragazza che era stata con lo straniero poco dopo il suo arrivo, cercano di far assassinare lo straniero (in quanto convinti che stia creando troppi problemi, mettendoli uno contro l'altro e mandando in malora il paese) senza tuttavia riuscirci e ottenendo il risultato di scatenarne la furia, che si materializza con l'uccisione di coloro che avevano tentato di ucciderlo e la distruzione dell'albergo dove si era consumato il tentativo.
Dopo l'accaduto i cittadini si mostrano nuovamente accondiscendenti con le richieste dello straniero, compresa Sarah, la moglie del proprietario dell'albergo, unica persona che a suo tempo tentò senza riuscirci di fermare l'omicidio dello sceriffo; Sarah va a dormire con lo straniero, nell'unica stanza rimasta agibile (con il tacito e vile consenso del marito). Poco dopo, sempre su ordine dello straniero, la città viene dipinta completamente di rosso e il suo nome da quel momento sarà Hell (inferno).
Morgan, uno dei potenti della città che avevano tentato di uccidere lo straniero, fuggito ferito, corre incontro ai tre malviventi (nonostante lui stesso li avesse fatti incarcerare) e li informa sui cambiamenti occorsi in città, ma Stacey, il capobanda, lo uccide per vendetta. Immediatamente dopo i tre sono assaliti da colpi di fucile, senza però riuscire a scorgere chi stia sparando loro (lo straniero nascosto dietro alle rocce in posizione sopraelevata).
Lo straniero rientrato nella città completamente ridipinta organizza il bentornato ai tre, con tanto di tavolata a festa e di esposizione di uno striscione di benvenuto; fa preparare i cittadini allo scontro ma, nel momento in cui i tre arrivano in città sparando, nessuno reagisce e molti vengono uccisi, mentre lo straniero si era allontanato lasciando che i cittadini si arrangiassero. La sera tutti i cittadini vengono radunati nel saloon dai tre banditi, ma all'improvviso uno dei tre viene trascinato fuori con una frusta e, mentre gli altri due esitano a uscire, questi viene ucciso a frustate dallo straniero.
La frusta viene gettata dentro il locale e i due complici escono facendosi scudo delle persone, ma non trovano nessuno e rimangono soli dopo la fuga dei cittadini dal saloon; i due si trovano anche senza cavalli, nascosti dallo straniero, e allo scoperto vengono uccisi dall'uomo uno dopo l'altro. Lo straniero in ultimo viene salvato da Mordecai, un nano da lui preso in simpatia, che uccide il proprietario dell'albergo che aveva tentato nella confusione di sorprenderlo alle spalle.
Il giorno dopo lo straniero riparte e fuori città incontra Mordecai che sta scrivendo il nome per la tomba dello sceriffo Duncan ucciso dai tre. Mordecai vuole sapere il nome dello sconosciuto, che non aveva mai detto a nessuno, e lui risponde (nella versione doppiata in italiano, mentre in quella originale alla frase “I never did know your name” lo sconosciuto risponde “Yes, you do”) che sta scrivendo proprio il nome di suo fratello ("Sceriffo Jim Duncan, riposa in pace"). Quindi se ne va cavalcando e scompare all'orizzonte.

## L'identità dello straniero senza nome
Nel film, il personaggio dello sceriffo Duncan è interpretato da Buddy Van Horn, controfigura di Clint Eastwood, suggerendo come lo Straniero e lo sceriffo possano essere la stessa persona. In una versione precedente della sceneggiatura, lo straniero era effettivamente indicato come il fratello dello sceriffo deceduto. Nella versione definitiva, tuttavia, Eastwood preferì rendere l'identità dello straniero molto più ambigua. Perciò, alla frase che nella scena finale Mordecai rivolge al protagonista, "I never did know your name" ("non ho mai saputo il tuo nome"), lo straniero risponde semplicemente con "yes, you do" (traducibile con "sì, lo sai"), mostrando poco dopo la lapide con inciso il nome dello sceriffo. Nelle versioni doppiate in altre lingue, invece, lo straniero risponde esplicitamente a Mordecai di aver appena scritto sulla lapide il nome di suo fratello ("hai scritto adesso quello di mio fratello" nella versione italiana). Lo straniero nella scena finale si dissolve all'orizzonte come uno spettro. In precedenza, inoltre, Sarah dice allo straniero che sulla tomba dello sceriffo ucciso a frustate non c'è scritto il nome del defunto, e questo sembra rendere inquiete le anime dei morti.
Poco dopo l'uscita de Lo straniero senza nome, Clint Eastwood contattò John Wayne per proporgli di fare un film insieme. Wayne rispose con una lettera in cui spiegava come il film Lo straniero senza nome non gli fosse piaciuto per la sua rappresentazione violenta e dissacrante dell'epopea western.

## Divieti
In Italia il film venne vietato ai minori di 18 anni.